# Gorączka szachowa
Gorączka szachowa (ros. Шахматная горячка, Szachmatnaja goriaczka) – krótkometrażowa radziecka komedia filmowa, debiut reżyserski Wsiewołoda Pudowkina z 1925 roku.
Komedia opowiada o perypetiach pewnego młodzieńca, który popadł w konflikt z ukochaną, ponieważ poza szachami dla niego nic nie istniało. Dziewczyna nie popiera tej pasji, ale nauczyła się grać w szachy zdobywając serce ukochanego na zawsze.
Film zrealizowany był w 1925 podczas trwania w Moskwie wielkiego międzynarodowego turnieju szachowego. W jednym epizodzie wystąpił mistrz świata José Raúl Capablanca (zagrał samego siebie).

## Obsada
- Władimir Fogiel - szachista
- Anna Ziemcowa - Wieroczka
- Natalia Głan - przyjaciółka Wieroczki
- José Raúl Capablanca - szachowy mistrz świata (cameo)
- Michaił Żarow - malarz
- Jakow Protazanow - aptekarz
- Julij Rajzman - pomocnik aptekarza
- Iwan Kowal-Samborski - milicjant
- Anatolij Ktorow - ukarany obywatel
- Boris Barnet - złodziej
- Siergiej Komarow - dziadek
- Fiodor Ocep (epizod)
- Konstantin Eggert (epizod)
- Vladimir Nabokov (epizod)